# The Edge of the Abyss
The Edge of the Abyss er en amerikansk stumfilm fra 1915 af Walter Edwards.

## Medvirkende
- Mary Boland som Alma Clayton.
- Robert McKim som Neil Webster.
- Frank Mills som Wayne Burroughs.
- Willard Mack som Jim Sims.